# Адычинский наслег
Адычинский наслег — сельское поселение в Верхоянском районе Якутии Российской Федерации.
Административный центр — село Бетенкёс.

## География
Расположен на севере за полярным кругом в заполярье, в бассейне реки Яна, относится к группе арктических улусов. Один из значимых в территориальном и экономическом отношении регион. Расстояние до районного центра - 46 километров. Расстояние от улусного центра до столицы республики наземным путём - 1 068 километров, воздушным - 700 километров, водным - 2 700 километров.

## История
Адычинский наслег основан в 1924 году, с приходом Советской власти в Верхоянье.
Статус и границы сельского поселения установлены Законом Республики Саха (Якутия) от 30 ноября 2004 года N 173-З N 353-III «Об установлении границ и о наделении статусом городского и сельского поселений муниципальных образований Республики Саха (Якутия)».
Древние предки якутов впервые заселили этот край в X–XV веках. Начиная с XVI века название "Адыча" периодически появлялся в разных источниках, включая в работах Худякова, Серошевского и др.
К северу от Верхоянского хребта, в бассейне верховьев р. Адыча жила группа «каменных» юкагиров, имевшая название ононди, они в ясачных книгах второй половины XVII в. фигурируют как юкагиры Зельянского рода. Ононди означало грабители, разбойники и по Иохельсону происходило от слова «оно» - грабить, брать силой .
На территории наслега, 28 января 1970 года потерпел крушение Ан-24Б компании Аэрофлот, который направлялся по маршруту Чокурдах-Батагай.

## Население
| 2002 | 2010 | 2011 | 2012 | 2013 | 2014 | 2015 |
| ---- | ---- | ---- | ---- | ---- | ---- | ---- |
| 909  | ↗926 | →926 | ↘916 | ↘898 | ↘895 | ↘890 |
| 2016 | 2017 | 2018 | 2019 | 2020 | 2021 |      |
| ↗912 | ↗921 | ↘904 | ↘892 | ↗907 | ↗908 |      |

## Состав сельского поселения
| № | Населённый пункт | Тип населённого пункта       | Население |
| - | ---------------- | ---------------------------- | --------- |
| 1 | Алысардах        | посёлок                      | ↗97       |
| 2 | Бетенкёс         | село, административный центр | ↘619      |
| 3 | Энгя-Сайылыга    | посёлок                      | ↘0        |

## Местное самоуправление
Главы муниципального образования
- Осипов Михаил Игнатьевич
- с 2018 года - Юмшанов Иннокентий Петрович[20]
- с 2023 года - Слепцов Вячеслав Вячеславович[21]